# الساندرو گالیاندرو
الساندرو گالیاندرو (انگلیسی: Alessandro Galeandro؛ زادهٔ ۲۹ فوریهٔ ۲۰۰۰) بازیکن فوتبال است.